# Émilie Morier
Émilie Morier (Orange, 21 maart 1997) is een Frans wielrenster en triatlete.

## Carrière
In 2019 won Morier goud in de gemengde estafette op zowel het wereld- als het Europese kampioenschap triatlon.
In het wielrennen maakte Morier in juli 2025 de overstap naar St Michel-Preference Home-Auber93, nadat ze een paar dagen eerdere tweede was geworden op het nationale kampioenschap voor amateurs. Haar debuut voor de ploeg maakte ze in La Périgord. Later die maand stond ze aan de start van de Ronde van Frankrijk, waar ze na negen etappes op plek 25 in het algemeen klassement eindigde.

## Resultaten in voornaamste wedstrijden
| \| Jaar \| Ronde van Italië \| Ronde van Frankrijk \| Ronde van Spanje \| \| ---- \| ---------------- \| ------------------- \| ---------------- \| \| 2025 \| \| 25e \| \| |                  |                     |                  |
| Jaar | Ronde van Italië | Ronde van Frankrijk | Ronde van Spanje |
| 2025 |                  | 25e                 |                  |

## Ploegen
- 2025 –  St Michel-Preference Home-Auber93 (vanaf 1 juli)

- World Athletics: 14704108